# Liste der Wappen im Kreis Lippe
Diese Liste beinhaltet alle in der Wikipedia gelisteten Wappen des Kreises Lippe in Nordrhein-Westfalen, inklusive historischer Wappen. Alle Städte, Gemeinden und Kreise in Nordrhein-Westfalen führen ein Wappen. Sie sind über die Navigationsleiste am Ende der Seite erreichbar.

## Kreis Lippe
| Lage        | Wappen | Kommentare |
| ----------- | ------ | --- |
| Kreis Lippe |        | Genehmigt durch den RP Detmold am 17. Juli 1973: „In Silber (weiß) eine rote fünfblätterige Rose mit goldenen (gelben) Butzen und goldenen (gelben) Kelchblättern.“ |

## Wappen der Städte und Gemeinden
| Stadt oder Gemeinde         | Wappen | Kommentare |
| --------------------------- | ------ | --- |
| Gemeinde Augustdorf         |        | Genehmigt durch den RP Detmold am 25. Oktober 1951: „Unter einem roten Schildhaupt, darin 5 fächerförmig gestellte goldene Ähren, in goldenem Feld zwei abwärtsgewandte schräg gekreuzte Plaggenhauen mit roten Stielen, in den Winkeln oben eine rote fünfblättrige Rose mit goldenen Butzen und goldenen Blättern und unten ein roter Bienenkorb.“ |
| Stadt Bad Salzuflen         |        | Genehmigt durch den RP Detmold am 31. März 1970: „In Blau ein sechseckiger Brunnenschacht mit zwei silbernen (weißen) Galgenbäumen, an denen vorn ein steigender, hinten ein sinkender goldener (gelber) Eimer hängt; darüber ein goldener (gelber) achtstrahliger Stern.“ |
| Stadt Barntrup              |        | Genehmigt durch den RP Detmold am 27. Januar 1971: „Von Gold (Gelb) und Silber gespalten. Vorn ein roter, halber achtstrahliger Stern und hinten eine rote, halbe, fünfblättrige Rose mit goldenen Butzen und Kelchblättern am Spalt.“ |
| Stadt Blomberg              |        | Genehmigt durch den RP Detmold am 28. Juni 1971: „In Grün eine silberne (weiße) Burg mit roten Kegeldächern. In der Türöffnung eine rote Rose mit goldenem (gelbem) Butzen.“ |
| Kreisstadt Detmold          |        | Bestätigt durch den RP Detmold am 23. Februar 1970, erstmals verliehen am 24. November 1955: „In Rot eine weiße (silberne) Stadtbefestigung; über einer zinnengekrönten Mauer, die an den Enden mit zwei freistehenden Kreuzen und vor den mittleren Zinnenöffnungen mit zwei lippischen Rosen (rot mit gelben {goldenen} Butzen) auf weißem (silbernen) Grund einschließt. Über dem Torbogen ein Mittelturm mit spitzem Dach, das auf der Spitze ein Kreuz, an den beiden Dachenden je eine Kugel trägt.“ |
| Gemeinde Dörentrup          |        | Bestätigt durch den RP Detmold am 30. April 1973: „In blau ein goldener (gelber) Schräglinksbalken, belegt mit einem grünen Dornenzweig mit fünf Dornen.“ |
| Gemeinde Extertal           |        | Genehmigt durch den RP Detmold am 8. Oktober 1970: „Von Silber (Weiß) und Grün schrägrechts geteilt, oben mit einem roten achtstrahligen Stern, unten mit einem goldenen (gelben) Wellenschrägbalken belegt.“ |
| Stadt Horn-Bad Meinberg     |        | Genehmigt durch den RP Detmold am 5. Juni 1973: „In Blau oben an einer fünfblättrigen roten Rose mit goldenen (gelben) Butzen aufgehängtes goldenes (gelbes) Horn, unten ein silberner (weißer) Brunnentempel mit rundbogiger Tür.“ |
| Gemeinde Kalletal           |        | Genehmigt durch den RP Detmold am 21. Juli 1972: „In Blau ein schwimmender silberner (weißer) Fisch, darüber in goldenem (gelbem) Schildhaupt ein rotes Andreaskreuz.“ Laut Hauptsatzung: „Das Gemeindewappen zeigt oben im goldenen Schildhaupt ein rotes Andreaskreuz, darunter durch Wellenschnitt geteilt in blau einen silbernen schwimmenden Fisch.“ |
| Stadt Lage                  |        | Genehmigt durch den RP Detmold am 3. Juli 1970: „In Gold (Gelb) ein blaues nach links gewendetes Pflugeisen.“ Laut Hauptsatzung: „Das Stadtwappen stellt in Gold ein blaues nach links gewendetes Pflugeisen dar.“ |
| Stadt Lemgo                 |        | Genehmigt durch den RP Detmold am 20. Januar 1972: „In Silber (Weiß) eine blaue fünfblättrige Rose ohne Kelchblätter mit goldenem (gelbem) Butzen.“ Laut Hauptsatzung: „Das Wappen stellt auf silbernem (weißem) Schilde eine blaue fünfblättrige Rose mit goldenem (gelbem) Butzen, jedoch ohne Kelchblätter, dar.“ |
| Gemeinde Leopoldshöhe       |        | Genehmigt durch den RP Detmold am 3. März 1971: „Von Rot und Grün durch einen silbernen (weißen) Wellenbalken schräggeteilt; oben ein goldenes (gelbes) Zahnrad, unten eine silberne (weiße) Rübe.“ |
| Stadt Lügde                 |        | Genehmigt durch den RP Detmold am 18. November 1971: „Im gespaltenen Schild vorn in Silber (Weiß) über einer roten fünfblättrigen Rose mit goldenem (gelbem) Butzen ein rotes Ankerkreuz, hinten in Blau ein silberner Schlüssel mit dem Bart rechts und oben.“ |
| Stadt Oerlinghausen         |        | Genehmigt durch den RP Detmold am 21. April 1978: „In Rot ein silbernes (weißes) Segelflugzeug. Im Schildfuß ein goldener (gelber) Dreiberg, belegt mit einer roten fünfblättrigen Rose mit goldenem (gelbem) Butzen und goldenen (gelben) Kelchblättern.“ Laut Hauptsatzung: „In Rot ein silbernes (weißes) Segelflugzeug. Im Schildfuß ein goldener (gelber) Dreiberg, belegt mit der lippischen Rose.“                                                                                                  |
| Stadt Schieder-Schwalenberg |        | Genehmigt durch den RP Detmold am 14. April 1972: „Von Rot und Blau durch eine silberne (weiße) Wellenleiste schräglinks geteilt. In Rot auf einem goldenen (gelben) achtstrahligen Stern eine natürliche Schwalbe; in Blau eine goldene (gelbe) Krone.“ |
| Gemeinde Schlangen          |        | Genehmigt durch den RP Detmold am 16. Juli 1970, erstmals verliehen am 19. Januar 1950: „In Silber (Weiß) eine S-förmig gebogene blaue Schlange, die oben eine gestielte goldene (gelbe) Eichel mit zwei grünen Eichenblättern, unten eine fünfblättrige Rose mit goldenen Butzen und Kelchblättern umschlingt.“ |

## Wappen ehemaliger Kreise
Siehe hierzu das Bielefeld-Gesetz, welches am 1. Januar 1973 in Kraft trat.
| Lage          | Wappen | Kommentare |
| ------------- | ------ | --- |
| Kreis Detmold |        | Genehmigt am 13. Dezember 1951: „Von Silber (Weiß) und Rot geteilt, oben eine rote fünfblätterige Rose mit goldenen (gelben) Butzen und goldenen (gelben) Kelchblättern, unten auf einem goldenen (gelben) achtstrahligen Stern eine natürliche Schwalbe.“ |
| Kreis Lemgo   |        | Genehmigt am 6. Februar 1952: „Von Silber (Weiß) und Gold (Gelb) geteilt, oben eine rote fünfblätterige Rose mit goldenen (gelben) Butzen und goldenen (gelben) Kelchblättern, unten ein roter achtstrahliger Stern.“                                      |

## Wappen ehemaliger Städte und Gemeinden
Siehe hierzu das Gesetz zur Neugliederung des Landkreises Lemgo, welches am 1. Januar 1969 in Kraft trat,
und das Gesetz zur Neugliederung des Kreises Detmold, welches am 1. Januar 1970 in Kraft trat.

### Heute Bad Salzuflen

Gemeinde Retzen „In Gold (Gelb) ein mit drei goldenen (gelben) Schilfkolben belegter erhöhter blauer Schräglinksbalken.“
Stadt Schötmar „In grün ein schwarzes Zahnrad, begleitet oben und unten von je einem silbernen (weißen) Wellenbalken.“
Gemeinde Wüsten „In blau über silbernem (weißem), mit der roten lippischen Rose belegten Schildfuß, einen golden (gelb) bewurzelten Eichenstubben, der neue Blätter und Früchte trägt.“

### Heute Barntrup

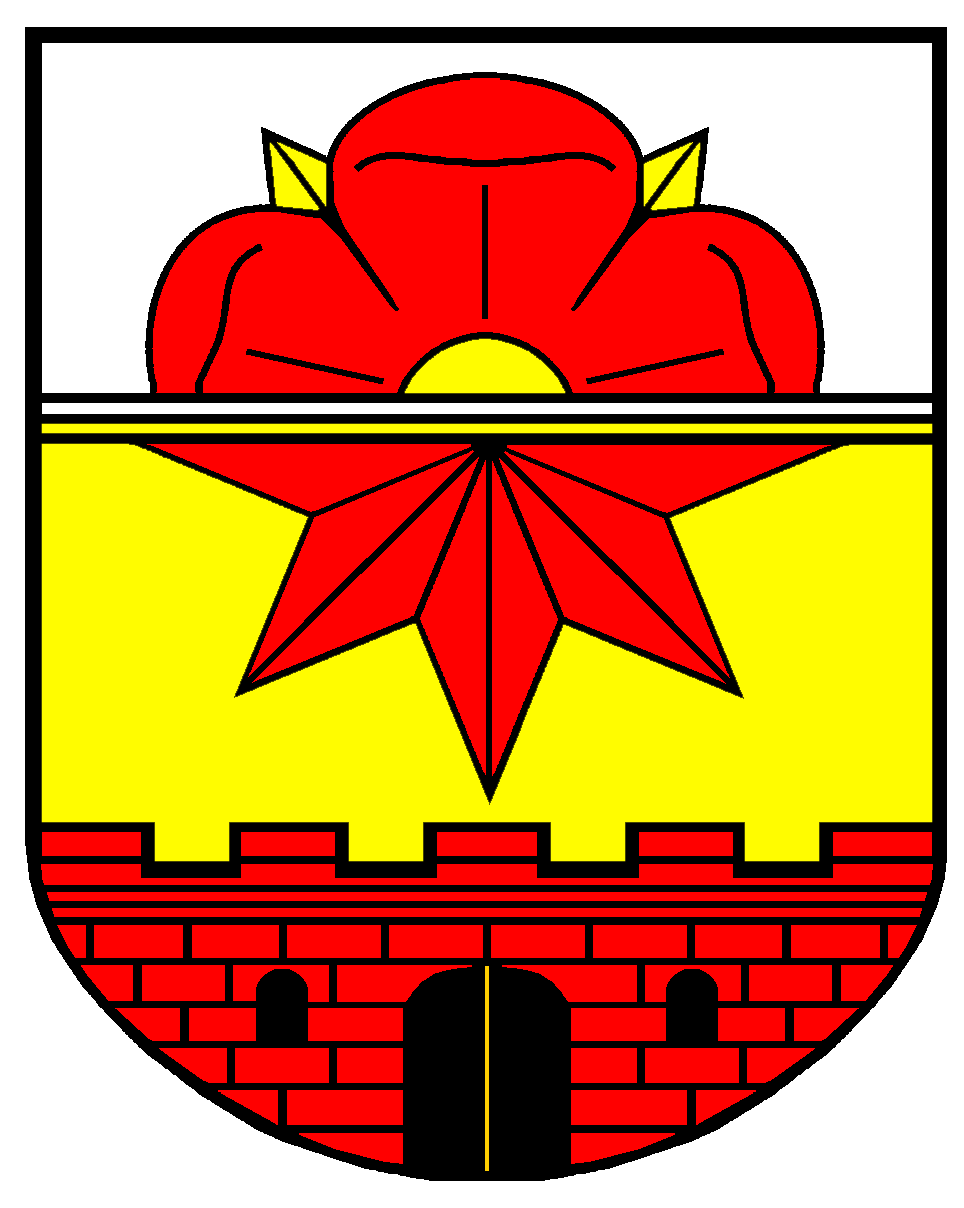
Gemeinde Alverdissen gültig bis 31. Dezember 1968 Genehmigung durch den Innenminister des Landes Nordrhein-Westfalen am 9. Juli 1958. „In Gold eine rote Zinnenmauer mit zwei kleinen schwarzen Rundbogenfenstern und einem schwarzen geschlossenen Tor; darüber ein halber roter achtstrahliger Stern, über dem sich in silbernem Schildhaupt eine halbe lippische Rose befindet.“
Alverdissen vor 1959 (nicht offiziell genehmigt)
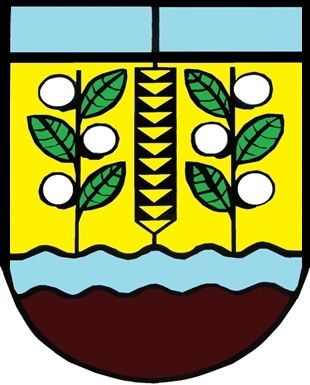
Selbeck (Barntrup)
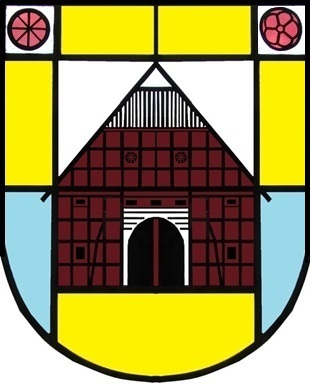
Sommersell (Barntrup)

### Heute Extertal

Gemeinde Bösingfeld gültig bis 31. Dezember 1968 "In Silber ein achtstrahliger roter Stern über einer natürlich sandsteinfarbenen Zinnenmauer im Schildfuß."
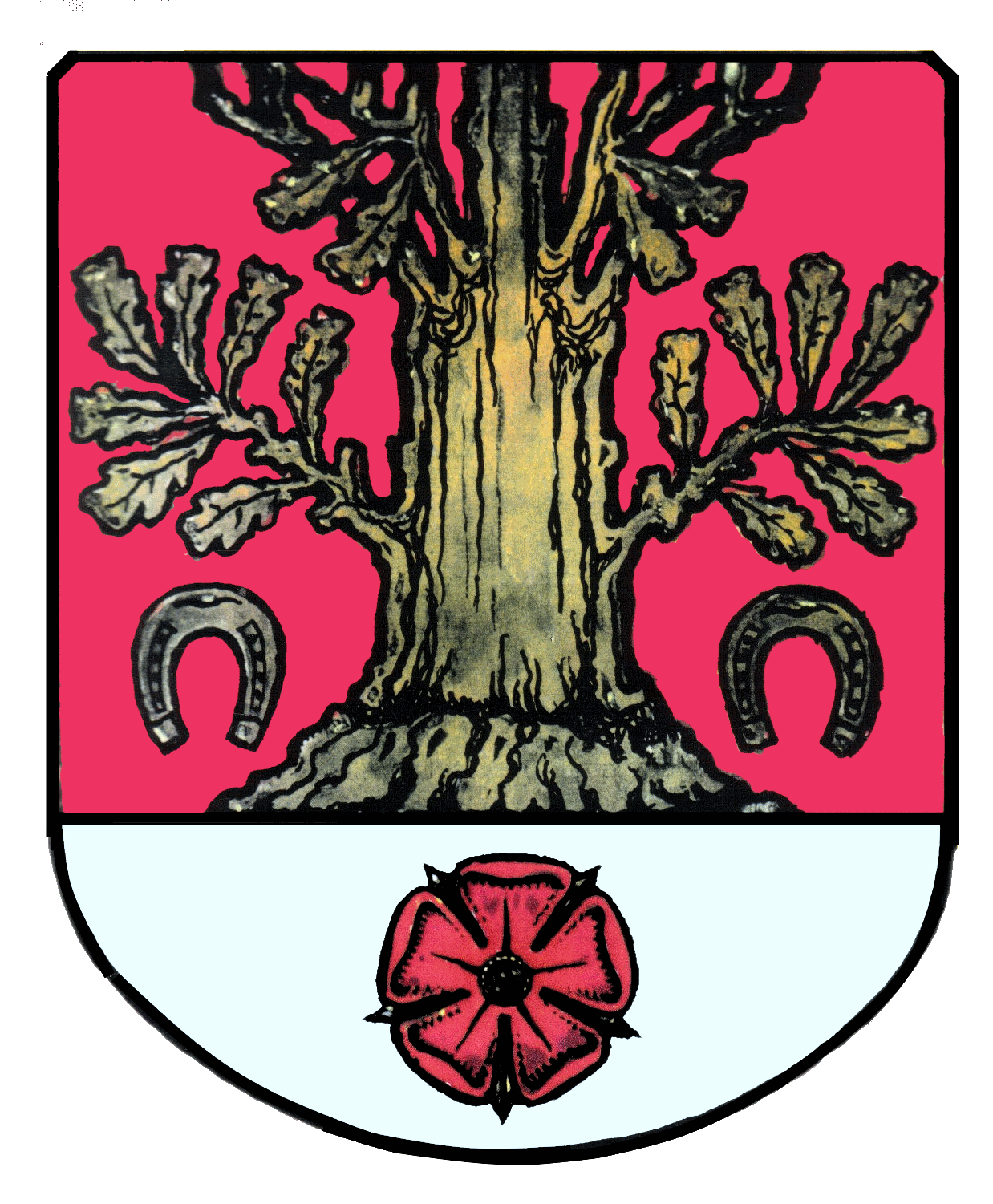
Gemeinde Göstrup gültig bis 31. Dezember 1968

### Heute Lügde

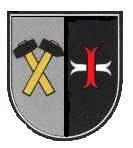
Hummersen
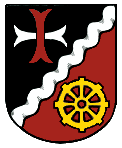
Niese (Lügde)
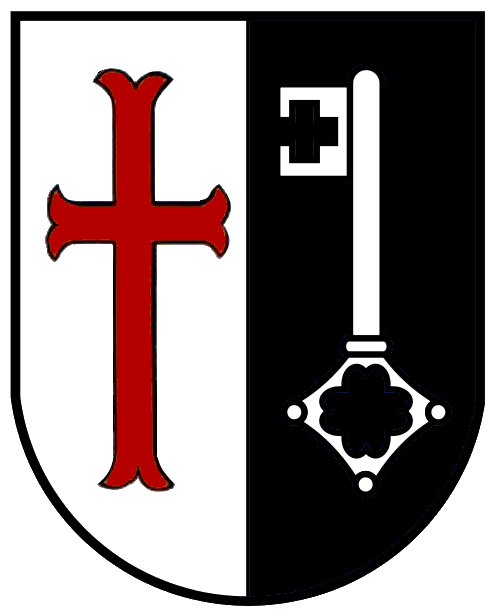
Gemeinde Lügde bis 31. Dezember 1969 "Im gespalteten Schild vorn in Silber (Weiß) ein rotes Ankerkreuz, hinten in Schwarz ein silberner Schlüssel mit dem Bart rechts und oben."
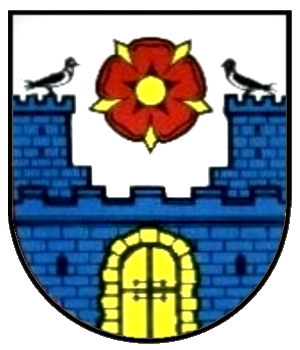
Gemeinde Rischenau
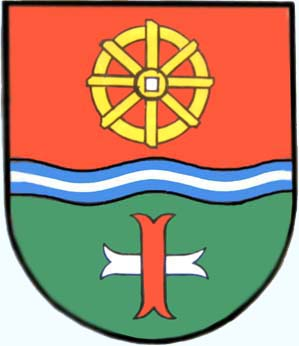
Sabbenhausen "Oben auf rotem Grund ein gelbes Mühlrad (der Ratsieker Mühle); unten auf grünem Grund das rot-weiße Kreuz des Mönchordens; beide Wappenhälften werden durch zwei blaue und eine weiße Wellenlinie (Dorfbach Wörmke) getrennt."

### Heute Oerlinghausen

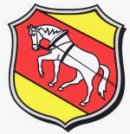
Helpup
Amt Oerlinghausen "Hinten die lippische Rose auf weißem Grund, die vordere Seite unterteilt: oben eine weiße Tanne auf gelb-rotem Grund, unten die Kumsttonne auf gelb-rotem Grund."

### Heute Schieder-Schwalenberg

Stadt Schwalenberg gültig bis 31. Dezember 1969